# Nhóm ngôn ngữ Pear
Nhóm ngôn ngữ Pear là một nhóm ngôn ngữ bị đe dọa thuộc ngữ hệ Nam Á, được các dân tộc Pear (Por, Samré, Samray, Suoy, và Chong) nói. Họ sinh sống tại miền tây Campuchia và đông nam Thái Lan.
Các ngôn ngữ Pear từng là ngôn ngữ bản địa của nhiều cộng đồng dân cư tại nơi ngày nay là Campuchia, nhưng dần bị mai một do đồng hóa. "Pear" là một từ có hàm ý xấu, nghĩa là nô lệ.

## Phân loại
Tổng hợp từ những phân tích của Headley (1985), Choosri (2002), Martin (1974), và Peiros (2004), Paul Sidwell đề xuất cách phân loại như sau (Sidwell 2009:137). Ông chia Nhóm ngôn ngữ Pear ra làm hai nhánh (Pear và Chong), trong đó, Chong lại được chia làm bốn nhóm nhỏ hơn.
- Nhóm Pear
  - Pear tại Kompong Thom (Baradat ms.)
  - Chong
    - Nam
      - Suoi tại Kampong Speu (Pannetier ms., Baradat ms.)
      - Saoch, hai phương ngữ: 
        - Chung tại Campuchia - Phum Veal Renh, huyện Prey Nob thuộc Kampong Som (Isara Chooseri 2007), (Pannetier ms.)
        - Chung tại Thái Lan - Kanchanaburi (Isara Chooseri 2007)

    - Tây (Chong)
      - Chong tại Chantaburi (Baradat ms.)
      - 
        - Chong həəp (Martin 1974)
        - Khlong Phlu Chong (Siripen Ungsitibonporn 2001)

      - 
        - Chong lɔɔ (Martin 1974)
        - Wang Kraphrae Chong (Siripen Ungsitibonporn 2001)
        - Chong (Huffman 1983)

    - Trung (Samre)
      - Samre tại Pursat
      - Samre (Pornsawan Ploykaew 2001)
      - Chong (Baradat ms.)
      - Kasong (Noppawan Thongkham 2003), (Pannetier ms., Isarangura 1935)

    - Bắc (Somray)
      - Somray tại Battambang (Baradat ms.)
      - Somre tại Siem Reap [tuyệt chủng] (Moura 1883)

## Phục dựng

### Headley (1985)
Ngôn ngữ Pear nguyên thủy, tiền thân của mọi ngôn ngữ Pear, được Robert Headley phục dựng (1985). Headley (1985) liệt kê 149 mục từ tiếng Pear nguyên thủy, như bên dưới.
- *peːm ‘giận’
- *pe(ː)ʔ ‘ba’
- *taːɲ ‘đan’
- *kam ‘(mũi) tên’
- *keːv ‘kêu, gọi’
- *caː ‘ăn’
- *ciʔ ‘chí, chấy’
- *ʔic ‘phân’ (so "cứt")
- *ʔan ‘đây’
- *Pa(ː)ŋ ‘bông, hoa’
- *Poːt ‘cắt’
- *Tɔːŋ ‘sợ’
- *Teːv ‘(bên) phải’
- *Cak ‘săn’
- *Ceːv ‘đi’
- *Kaːŋ ‘tháng’
- *Kɔːj ‘lâu’
- *Kic ‘nhỏ’
- *buːl ‘say’
- *beːt(?) ‘dao’
- *baːŋ ‘(buổi) sáng’
- *dɔːn ‘(buộc) phải’
- *deːv ‘mua’
- *daːk ‘nước’
- *ɟuːm ‘dây leo’ (so "chùm")
- *ɟeːv ‘canh’ (so "cháo")
- *ɟɔːr ‘nhựa’
- *graːɲ ‘đồ uống cồn’
- *gɨl ‘ngồi’
- *guːm ‘sàng’
- *suk ‘tóc’
- *saŋ ‘nghe’
- *sɔːŋ ‘nhảy, múa’
- *huːm ‘tắm’
- *hɔː ‘không, chẳng’
- *h(ɨː)r ‘bay’
- *hjɔk ‘vú’
- *hmɔːk ‘dơi’
- *hmaːr ‘đồng’
- *hnoːk ‘duỗi (người)’
- *hŋɔːn ‘(cây) tranh’
- *hrɔːk ‘trốn’
- *hlɔːŋ ‘cuối’
- *hluk ‘muối’
- *v(ɛː)ŋ ‘sống, chưa chín’
- *rəvaːj ‘hổ, cọp’
- *jaːv ‘bọ cạp’
- *j(i)p ‘đến’
- *m(a)t ‘mắt’
- *nɔːŋ ‘núi’
- *nɨm ‘năm’ (thời gian)
- *ŋ(əː)r ‘đỏ’
- *reːs ‘rễ’
- *rɔːj ‘ruồi’
- *raːj ‘mười’
- *loːm ‘hỏi’
- *laːc ‘chớp, sét’
- *_liɲ ‘anh chị’
- *Pac ‘làm vỡ, làm bể’
- *hoːc ‘chết’
- *pah ‘vả, vỗ’
- *c(u)h ‘nhổ, khạc’
- *tak ‘bể, vỡ’
- *lɨk ‘cám’
- *-haːm ‘máu’
- *tɨm ‘nấu’
- *k(eː)n ‘con’
- *kɨn ‘con gái, phụ nữ’
- *hlɨŋ ‘sâu’
- *ɟiɲ ‘chân’
- *ʔɔːɲ ‘giữ, để’
- *Təp ‘chôn’
- *h(ɔː)p ‘ăn’ (so "húp")
- *veːt ‘xanh lam’
- *klaːv ‘thằn lằn bóng, rắn mối’
- *knaːj ‘voi’
- *Tɔːj ‘trước’
- *sɨl ‘sắc, bén’
- *taːl ‘đứng’
- *coːl ‘trồng’
- *meːl ‘cá’
- *Peːr ‘đỉa’
- *Keːr ‘sủa’
- *h(oː)r ‘thổi’
- *Ceːs ‘một loại hươu’
- *loːs ‘một loại hươu’
- *coːs ‘trăm’
- *cɨs ‘già’
- *pa(ː)s ‘đuôi’
- *c(ɔ)ʔ ‘chó’
- *rəgiʔ ‘gầy, ốm’
- *tŋiʔ ‘ngày’
- *poʔ ‘mơ’
- *teˀ ‘đất’
- *(c)kaː ‘miệng’
- *(c)mɨː ‘cầy’
- *(c)ŋ(ɨ)n ‘vợ’
- *(c)rɛːŋ ‘nhẫn’
- *ɟrəlaʔ ‘gai’
- *kdɔːŋ ‘sau’
- *kleˀ ‘xấu hổ, mắc cỡ’
- *klɔːŋ ‘xương’
- *kmaːs ‘khói’
- *kmɔk ‘ho’
- *gmaʔ ‘mưa’
- *knɔːk ‘quật, vụt, đập’
- *gnuːl ‘bảy’
- *grɨk ‘thức’
- *ks(ɨ)m ‘sao’
- *kvak ‘mắc (câu)’
- *kjoŋ ‘một loại thằn lằn’
- *gjaːŋ ‘rùa’
- *ml(ɔː)ŋ ‘lươn’
- *pliː ‘trái, quả’
- *bluː ‘đùi’
- *pnaːk ‘rổ’
- *bnaːm ‘xấu’
- *(p)ŋaːm ‘ong’
- *brɔːŋ ‘Khmer’
- *braːj ‘sợi chỉ’
- *psiː ‘rắn’
- *skɛːŋ ‘cánh’
- *smaɲ ‘chuột rút, vọp bẻ’
- *snɛːŋ ‘sau’
- *sŋal ‘biết’
- *sriː ‘hỏi’
- *tmoˀ ‘(hòn) đá’
- *tpɔʔ ‘cái sàng’
- *trɔːj ‘min, bò rừng’
- *ʔiːn ‘lấy được, đạt được’
- *briː ‘rừng’
- *kriɲ ‘trống’
- *ksuː ‘kiến đỏ’
- *bleːv ‘lửa’
- *ləkheːt ‘trượt, lướt’
- *ʔoːc ‘lấy’
- *Coːj ‘đau, xót, rát’
- *Toːs ‘đầu’
- *koːj ‘răng’
- *(m)oːt ‘em’
- *b(oː) ‘bạn’ (đại từ ngôi số hai)
- *koj ‘một loại thằn lằn’
- *hlɛːk ‘gà’
- *Tɛːŋ ‘(bên) trái’
- *bɛːk ‘cười’
- *tɛ(h) ‘chớp, sét’
- *gɔŋ ‘dài’
- *tɔŋ ‘nhà’

### Sidwell & Rau (2015)
Những mục từ ngôn ngữ Pear nguyên thủy sau do Sidwell & Rau (2015: 303, 340-363) phục dựng.
- *ʔɨːs ‘tất cả’
- *bɔh ‘tro’
- *ker ‘sủa’
- *tkɔːˀ ‘vỏ (cây)’
- *guŋ ‘bụng’
- *tak ‘to, lớn’
- *ciːˀm ‘chim’
- *tap ‘cắn’
- *caˀŋ ‘đen’
- *pNhaːm ‘máu’
- *klɔːŋ ‘xương’
- *j̊ɔk, *tuh ‘vú’
- *pɔːs, *tuːt ‘đốt’
- *ktraːˀs ‘móng, vuốt’
- *juːr ‘mây’
- *saˀc ‘lạnh’
- *jip ‘đến/tới’
- *hoːc ‘chết’
- *cɔː ‘chó’
- *taːˀl ‘uống’
- *bah, *jeːˀs ‘khô’
- *prlaːŋ ‘tai’
- *teːˀ ‘đất’
- *caː ‘ăn’
- *tuŋ ‘trứng’
- *mat ‘mắt’
- *pɨːs ‘mỡ/dầu’
- *suk ‘lông vũ’
- *pliːw ‘lửa’
- *meːˀl ‘cá’
- *hɨːr ‘bay’
- *ɟɨŋ ‘chân’
- *briː ‘rừng’
- *bɔːŋ ‘đầy, ngập’
- *ʔɨs ‘cho’
- *ceːw ‘đi’
- toːˀn ‘tốt, hay’
- *weːt ‘xanh’
- *suk ‘tóc’
- *tiː ‘tay’
- *saŋ ‘nghe’
- *soːc, *sroːc ‘rừng’
- *ʔiɲ ‘tôi’
- *pNhoːc ‘giết’
- *-nuːl, *mkuːr ‘gối, đầu gối’
- *kah ‘biết’
- *-laːˀ ‘lá’
- *bic ‘nằm’
- *lɔːm ‘gan’
- *goŋ ‘dài’
- *ciː ‘chí, chấy’
- *(c/k)lɔːŋ ‘đàn ông, chồng’
- *lɔː ‘nhiều’
- *pɔːm, *ɟuːc ‘thịt’
- *kaːŋ ‘trăng’
- *nɔːŋ ‘núi/đồi’
- *(c)kaː ‘miệng’
- *kɔːk ‘cổ’
- *blaː ‘mới’
- *klɛːˀŋ ‘đêm’
- *-toːt, *mu(ː)s ‘mũi’
- *ʔih ‘không, chẳng’
- *moːˀj ‘một’
- *kɟɨm ‘người’
- *kɔːˀn ‘chuột’
- *gmaːˀ ‘mưa’
- *ŋar ‘đỏ’
- *ɟar ‘nhựa (cây)’
- *kraː ‘đường’
- *reːs ‘rễ’
- *moːl ‘tròn’
- *(g)laːŋ ‘cát’
- *daŋ ‘thấy’
- *kɨl ‘ngồi’
- *-loːˀ ‘da’
- *bic ‘ngủ’
- *kic ‘nhỏ’
- *kmaː⁽ˀ⁾s ‘khói’
- *ɲaːj ‘nói’
- *taːl ‘đứng’
- *ksɨm ‘sao’
- *tmoːˀ ‘đá’
- *(t/s)ŋiːˀ ‘mặt trời’
- *heːl ‘bơi’
- *paːs ‘đuôi’
- *dan ‘đó’
- *ʔan ‘đây’
- *boː ‘bạn’ (đại từ ngôi số hai)
- *ɟrlaʔ ‘gai’
- *ktaːˀk ‘lưỡi’
- *koːj ‘răng’
- *neːˀm ‘cây’
- *baːˀr ‘hai’
- *ceːw ‘đi’
- *tuːˀ ‘ấm/nóng’
- *daːk ‘nước’
- *hɛːŋ ‘chúng tôi’
- *taːɲ ‘đan’
- *cmpiːˀj ‘gì?’
- *broːŋ, *pruːs ‘trắng’
- *ʔmih ‘ai?’
- *kɨn ‘đàn bà, vợ’
- *joːˀs ‘vàng’